# Liste der schwedischen Statthalter in Pommern
Die Liste der schwedischen Statthalter in Pommern enthält die chronologische Abfolge der schwedischen Statthalter in Pommern von 1630 bis 1814.
Pommern wurde im Jahr 1630 durch schwedische Truppen besetzt. Im Jahr 1638 übernahm Schweden die volle Regierungsgewalt im gesamten Herzogtum und erhielt im Westfälischen Frieden 1648 den vorpommerschen Landesteil einschließlich Stettin und einem Landstreifen östlich der Oder als Satisfaktion. Anfänglich residierten Legaten als Vertreter bzw. ständige Gesandte der schwedischen Krone in Stettin, ab 1638 wurden echte Statthalter eingesetzt, die die Amtsbezeichnung Generalgouverneur trugen.

## Liste der schwedischen Statthalter in Pommern
| Name                                                                  | Amtszeit                         |
| --------------------------------------------------------------------- | -------------------------------- |
| Klas Horn (* 15. September 1583; † 22. August 1632)                   | 1631–1632 (Legat)                |
| Sten Svantesson Bielke (* 1598; † 6. April 1638)                      | 1633–1638 (Legat)                |
| Johan Banér (* 3. Juli 1596; † 20. Mai 1641)                          | 1638–1641 (1. Generalgouverneur) |
| Lennart Torstensson (* 17. August 1603; † 7. April 1651)              | 1641–1646                        |
| Carl Gustav Wrangel (* 5. Dezember 1613; † 24. Juni 1676)             | 1648–1650 (1. Periode)           |
| Johan Axelsson Oxenstierna (* 24. Juni 1611; † 5. Dezember 1657)      | 1650–1652                        |
| Axel Lillie (* 23. Juli 1603; † 20. Dezember 1662)                    | 1652–1654                        |
| Carl Gustav Wrangel (* 5. Dezember 1613; † 24. Juni 1676)             | 1654–1676 (2. Periode)           |
| Durch Brandenburg besetzt                                             | 1678–1679                        |
| Otto Wilhelm von Königsmarck (* 5. Januar 1639; † 15. September 1688) | 1679–1685                        |
| Nils Bielke (* 7. Februar 1644; † 26. November 1716)                  | 1687–1698                        |
| Jürgen Mellin (* 2. November 1633; † 13. Januar 1713)                 | 1698–1711                        |
| Durch Preußen und Dänemark besetzt                                    | 1715–1720                        |
| Johan August Meyerfeldt (* 1664; † 1749)                              | 1720–1747                        |
| Axel von Löwen (* 1. November 1686; † 25. Juli 1772)                  | 1747–1766                        |
| Hans Henrik von Liewen (* 1704; † 25. November 1781)                  | 1766–1772                        |
| Fredrik Carl Sinclair (* 17. Oktober 1723; † 11. Mai 1776)            | 1772–1776                        |
| Fredrik Vilhelm von Hessenstein (* 1735; † 1808)                      | 1776–1791                        |
| Eric Ruuth (* 24. Oktober 1746; † 25. Mai 1820)                       | 1792–1796                        |
| Philip Julius Bernhard von Platen (* 14. März 1732; † 23. April 1805) | 1796–1800                        |
| Hans Henric von Essen (* 26. September 1755; † 28. Juni 1824)         | 1800–1807 (1. Periode)           |
| Durch Frankreich besetzt                                              | 1807–1809                        |
| Hans Henric von Essen (* 26. September 1755; † 28. Juni 1824)         | 1809–1815 (2. Periode)           |

## Historische Einordnung
Schweden griff erstmals 1628 mit einem Hilfskontingent bei der Verteidigung Stralsunds in den Dreißigjährigen Krieg (1618–1648) ein. Im Jahre 1630 landeten schwedische Truppen auf den Inseln Rügen und Usedom und drängten bis zum Sommer 1631 die kaiserlichen Besatzungstruppen aus dem Herzogtum Pommern hinaus.
Im Stettiner Allianzvertrag vom 10. Julijul. / 20. Juli 1630greg. zwischen Gustav II. Adolf und Bogislaw XIV. wurde das Verhältnis zwischen Schweden und Pommern geregelt. Seitdem residierten Legaten als ständige Vertreter der schwedischen Krone in Stettin.
Bogislaw XIV. war der letzte Herzog von Pommern; er starb 1637 kinderlos. Im Frühjahr 1638 übernahmen die Schweden auch die Zivilverwaltung von den pommerschen Räten, die bis dahin als hinterlaßne pommersche Räte im Amt waren.
Anstelle eines Legaten wurde nun ein Generalgouverneur eingesetzt, dessen Amt vom jeweiligen schwedischen Oberbefehlshaber im Heiligen Römischen Reich Deutscher Nation ausgeübt wurde. Ihm wurde bis zum Kriegsende jeweils ein Vizegouverneur für Vor- und Hinterpommern an die Seite gestellt. Als erster Generalgouverneur wurde der Feldmarschall Johan Banér im Jahr 1638 vom Kanzler Axel Oxenstierna (1583–1654), der die Regentschaft für die damals erst elfjährige Königin Christina von Schweden führte, in sein Amt berufen. Amtssitze waren fortan Wolgast und Stettin, ab 1720 – als Stettin an Preußen fiel – wieder Stralsund.
Im Ergebnis des Westfälischen Friedens (1648) wurde das immerwährende und unmittelbare Reichslehen Pommern des Heiligen Römischen Reiches Deutscher Nation geteilt: Hinterpommern fiel an das Kurfürstentum Brandenburg, während  Vorpommern mit der Insel Rügen unter schwedische Herrschaft kam. Das heißt, die schwedischen Könige regierten dort mit allen Titeln und Rechten der vormaligen Herzöge, waren deutsche Reichsfürsten und hatten, wie auch der Kurfürst von Brandenburg, einen Sitz für das Herzogtum im deutschen Reichstag. Schwedisch-Pommern – ab diesem Zeitpunkt auch Schwedisch-Vorpommern genannt – blieb Teil des Deutschen Reiches und wurde nie ein Landesteil Schwedens. Amt und Funktionen des Generalgouverneurs wurden in der schwedisch-pommerschen Regierungsform von 1663 beschrieben, die sich im Wortlauf stark an die noch unter Bogislaw XIV. erlassene Regimentsverfassung von 1634 anlehnte.
Im Schwedisch-Brandenburgischen Krieg (1674–1679) wurde Schwedisch-Pommern von 1678 bis 1679 durch brandenburgische Truppen besetzt, blieb aber im Ergebnis des Friedens von Saint-Germain (1679) schwedisch. Im Großen Nordischen Krieg (1700–1721) war Schwedisch-Pommern mehrfach durch dänische, russische, sächsische und preußische Truppen besetzt. Am 23. Dezember 1715 musste Stralsund als letzte schwedische Festung aufgegeben werden. Bis zum Frieden von Stockholm (1720) stand das nördliche Vorpommern bis zur Peene unter dänischer, der übrige Teil unter preußischer Verwaltung. Durch diesen Friedensschluss erlangte Schweden aber den Teil Vorpommerns nördlich von Peene und Trebel, einschließlich der Insel Rügen, zurück.

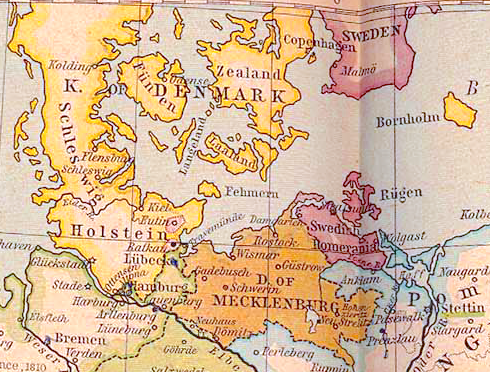
Schwedisch-Pommern 1812

Am 26. Juni 1806 wurde die pommersche Landesverfassung durch Gustav IV. Adolf außer Kraft gesetzt, die schwedische Verfassung sollte eingeführt und das schwedische Reichsgesetzbuch übernommen werden. Anlass war ein Streit mit den Landständen um die Errichtung einer pommerschen Landwehr. Eine gänzliche Herauslösung Schwedisch-Pommerns aus dem Deutschen Reich war mit dieser Maßnahme nicht beabsichtigt; aber dessen Existenz endete mit der Niederlegung der Kaiserkrone durch Franz II. am 6. August 1806 ohnehin.
Von 1807 bis Anfang 1810 und noch einmal kurz 1812/13 war Schwedisch-Pommern von napoléonischen Truppen besetzt. Hierdurch kamen die 1806 begonnenen Reformen des Rechtssystems nur zögerlich oder gar nicht mehr zum Tragen.
Im Ergebnis des Kieler Friedens (1814) trat Schweden seine Besitzung Schwedisch-Pommern an Dänemark ab, das dann durch den Wiener Kongress (1815) im Tausch gegen das Herzogtum Lauenburg zu Preußen gelangte.